# 機動武闘伝Gガンダムの登場人物
機動武闘伝Gガンダムの登場人物（きどうぶとうでんジーガンダムのとうじょうじんぶつ）は、テレビアニメ『機動武闘伝Gガンダム』およびその関連作品に登場する架空の人物を列挙する。

## ア行

### アキノ
Akino
声 - 久川綾
ネオジャパン軍の女性メカニックで階級は曹長。レインが失踪した際に代理を務め、ライジングガンダムの組み立ても担当していた。緊急での代理だったためドモンの動きの癖を把握しきれなかったことや、生真面目な性格などの要因で（加えてこの時のドモンがレインやアレンビーの件で荒れていた所為もあった）ドモンとの反りは合わず、シュバルツ戦でもなんとかアシストしようとしたもののドモンには指示に背かれてしまい、苛立ちの表情を見せた。

### アナウンサー
声 - 松井菜桜子
本名不明。第13回ガンダムファイト決勝大会の女性アナウンサーで、実況やニュースなど全てを担当している。

### アラン・ミカザキ
漫画作品『ザ・ネクスト・ジェネレーション』に登場。ミカザキ財閥の御曹司で、ブラックガンダムを駆って第14回ガンダムファイトのネオジャパン代表にならんとした。

### アンドリュー・グラハム
Andrew Graham
声 - 菅原正志
第13回ガンダムファイトのネオカナダ代表ガンダムファイターで、ランバーガンダムに搭乗する。筋肉質な体型で、ヒゲとオレンジ色のニット帽、背中に背負った斧が特徴の中年男性。
元はコロニー連合警察の宇宙刑事であったが、勤務中のステーションにアルゴらの海賊船が衝突し、その際に妻ノーマを失って以後、アルゴを敵として付け狙うようになる。アルゴがガンダムファイターになったことを知り、ファイトを利用して合法的に抹殺するため自らもガンダムファイターとなった。肉体鍛錬も行い、細身だった宇宙刑事時代とは別人と見まごうほどの姿になっている。
あくまでもアルゴを倒すことが目的であるため優勝することは眼中になく、自分のガンダムの破壊を条件としてドモンに協力を要請したこともある。アルゴとの戦いで敗北した後に事実を聞かされても信じることができず、再度戦うためにガンダムファイトを勝ち抜き、決勝戦に進出した。ドモンとアレンビーのタッグを相手に、仇と睨むアルゴとタッグを組む羽目になり、パートナーの立場を利用して隙あらばアルゴを倒そうとしたものの、アルゴとドモンのファイトを目の当たりにして彼の無実を信じることができ、和解する。しかし直後にウォンの策略でバーサーカーモードを発動させられたアレンビーの攻撃からアルゴを庇って重傷を負い、ガンダムファイトを脱落。辛くも一命を取り留めたがファイターとしての再起は不可能と判断され、治療のため本国に帰っていった。

### アンドレ
André
声 - 松本大
ネオイタリアのマフィアで、ミケロの子分の一人。長髪の中年男性。大柄で他の子分からは「兄貴」と呼ばれている。

### E.C.デューサー
E.C.Ducer
設定上存在する人物。初出はCD『GUNDAM FIGHT Round 1&2』。コロニー連合軍の軍事顧問で、教授。丸刈りでヒゲの壮年男性。
第二次カオス戦争危機を回避するため、代理戦争であるガンダムファイトを提唱した人物。友人であったマイロン・K・ハートの力を借り、ガンダムファイトを実現させた。

### ウィリアム
William
声 - 岸野一彦
ネオイングランドのガンダムファイト委員長。自国のファイターであるチャップマンの戦いぶりを代表に相応しくないと非難し、大会を辞退するようにホイットニーに要求したが、彼の差し金でチャップマンに殺害された。その死は心臓麻痺と発表されたが、殺害現場をマリアルイゼに目撃される。しかし、その陰にウォンが潜んでいる事が明らかになると、ネオフランス元首はマリアルイゼに全てを忘れるように告げる他なかった。

### ウォルフ・ハインリッヒ
Wolf Heinrich
設定上存在する人物で、漫画『機動武闘外伝ガンダムファイト7th』にも登場。第7回ガンダムファイトのネオドイツ代表ガンダムファイターで、カイザーガンダムに搭乗する。ゲルマン忍法の使い手。
独自にカオス軍の動きを追っていた謎の人物で、ネオジャパン代表のガンダムファイター、シュウジ・クロスと戦い、ライバルとなった。
後にギアナ高地において、流派東方不敗最終奥義・石破天驚拳を編み出したばかりのシュウジと約束を交わし、ウォルフは先に決勝大会会場であるネオイタリアに赴いてカオス軍の息がかかったガンダムを全て倒し、南極に潜伏していたカオスを倒しにいったシュウジ達を待つこととなった。しかしシュウジ達はネオイタリアに来ることができなかったため、結果として第7回ガンダムファイトにおいて優勝を果たし、ネオドイツに覇権をもたらした。
ファイターとしての実力はかなりのものであり、前述のカオス配下のガンダム軍を一人で全滅させた他、トリス以外の旧シャッフルの面々を一撃で圧倒するほど。ドモンと並び、作中でも数少ないシュウジ（マスター・アジア）に勝利した人物でもある。
その後の去就は明らかではない。

### ウォン・ユンファ
黄潤發、Wong Yunfat
声 - 橋本晃一
ネオホンコン首相で、第13回ガンダムファイト開催委員長。丸いサングラスをかけた男性。33歳。決勝リーグおよび最終バトルロイヤルでのファイトコールは彼の「ガンダムファイト」の掛け声の後、選手たちの「レディーゴー」の合図で行われる。観戦時などにチョコレート菓子を食べている事が多い。
商才に長けていたらしく、若くして首相の座にまで上り詰めた。ネオホンコン市街には私的に店も構えている。いつも笑みを絶やさない好青年であるが、その目からは明らかな腹黒さを感じさせる。ガンダムファイト決勝大会の裏ではマスター・アジアと組み、現在の覇権を永遠のものとするべくデビルガンダムを回収させて復活を目論んでいた。大会の裏ではミケロやチャップマンを手駒として不都合な人間の抹殺させたり、ドモンの力を見極めるべくあからさまなマッチメイクを組むなどで暗躍する。また、異常なほど猜疑心が強く、デビルガンダムを隠していることをドモンに知られたと決めつけ（実際はシュバルツだった）、ドモンは無関係だというマスターの言葉も聞く耳持たず「疑わしきは裁く」としてタッグマッチを組ませ、リングに仕掛けた超重力フィールドでドモンを捕え、そのまま葬ろうとまでした。目的の為なら手段を選ばず、アレンビーのバーサーカーモードを強制的に発動させるなど卑劣な行為を次々と用いた事により、正当なファイトを重んじるマスターから「拳の心の解らぬ者」呼ばわりされ、その関係に亀裂を生じさせていった。なお、マスターのことを「東方先生」と呼ぶが、これは用心棒のことを先生と呼ぶのと同じ意味である。
デビルガンダムをなんとか復活させて世界の支配を狙ったが、新シャッフル同盟の面々によりその野望は阻止され、デビルガンダムはゴッドガンダムの石破天驚拳によって破壊され、さらにライジングガンダムとウォルターガンダムの戦いに巻き込まれ重傷を負う。ドモンが大会に優勝したことで、世界の覇権もカラトによって奪われる結末となった。
その後DG細胞に感染後、ウォルターガンダムに搭乗してグレート・ウォン (Great Wong) と名乗って宇宙へ向かうドモンに空中で襲い掛かる。しかし、駆け付けた風雲再起のバックキックを食らい倒された。書籍によってはこの後、グランドマスターガンダムの核となったとするものもある。
デビルガンダムに関しては、マスターには内密で独自に相当な研究を行っており、デビルガンダムの能力を最大限にまで発揮するには、生体コアに子孫を生む生命力を持った女性を選ぶのがベストであることを突き止める。ドモンを生体コアに選んだマスター・アジアと違い、アレンビーを生体コアにしようとした（この意見の相違もマスターとの対立の原因の一つ）。
モデルは香港映画『男たちの挽歌』のチョウ・ユンファである。
『愛と戦いのロボット 完全保存版』で発表されたアンケート「みんなで選ぶロボットアニメーションベスト100」では、「一番極悪な悪役・敵役は？」で第52位にランクインした。

### ウルベ・イシカワ
Ulube Ishikawa
声 - 飛田展男
ネオジャパンの軍人で、階級は少佐、後に大佐。長髪の中年男性で、年齢推定は40代半ば。一見すると善人風で実直な軍人であるが、実は本作の実質上の黒幕で、ミカムラ博士と共謀してデビルガンダムによる世界の支配を企んでいた。「デビルガンダム事件」の首謀者の一人。
実は第12回ガンダムファイトにおいて、ネオジャパン代表のファイターとして出場経験がある。武闘家としての技術は「天才ファイター」と呼ばれるほど優れており、ネオ・イングランドの三連覇の影響で銃撃路線の傾向があった中で、マスター・アジアと同じく格闘路線で戦っていたが、決勝戦でマスターに敗れる。自らの敗北を受け入れられず、武闘家の頂点に立てなかった劣等感から、力によって頂点に立つことを目論む。
策謀家としても一流で、劇中でもキョウジ（シュバルツ）によって真相が明らかになるまで、ドモンとレインはその用意したシナリオに完璧に騙されており、ミカムラ博士の嫉妬心を巧妙に利用したところにも、彼の策謀家としての能力の高さが垣間見える。またガンダムファイターを引退はしたものの、肉体の鍛錬は続けており、シャッフル同盟戦では上着を脱ぎ棄て筋骨隆々たる姿を見せた。
第13回ガンダムファイトが始まる一年前、ネオジャパンコロニーの外へ逃げようとするアルティメットガンダムをファントマに乗り阻止しようとしたが、返り討ちに遭い顔に大きな傷が残った。顔の右半分を覆うマスクはこの傷を隠すためだけでなく、そこから感染したDG細胞の増殖を抑えるためでもある。彼自身はこの傷をデビルガンダムとの「再会の契約」と受け取っている。
第13回ガンダムファイト終了後、デビルガンダムの残骸を回収し、レインを生体ユニットにしてデビルガンダムを復活させ、全世界に対しガンダムファイトの全面撤廃を宣言。ミカムラ博士や自身の部下を用済みとして排除し、全国民をシェルターに避難させた後、デビルガンダムコロニーを起動、まだ生きていたミカムラ博士によりコロニーの内部に侵入したシャッフル同盟を迎え撃つべくグランドマスターガンダムに搭乗する。シャッフル同盟の攻撃をものともせずに圧倒し、自身は全身をDG細胞に完全に侵食され、意識もデビルガンダムそのものとなるが、シャッフル同盟5人の力を結集した必殺技「シャッフル同盟拳」により敗北、最期はレイン救出に向かったドモンを「レインはもうお前の元へは戻らない」と嘲笑いながら崩壊した。
『愛と戦いのロボット 完全保存版』で発表されたアンケート「みんなで選ぶロボットアニメーションベスト100」では、「一番極悪な悪役・敵役は？」で第31位にランクインした。

### エリック・ザ・バイキング
Eric the Viking
声 - 稲葉実
第13回ガンダムファイトのネオノルウェー代表ガンダムファイターで、バイキングガンダムに搭乗する。
ヒゲを蓄えた中年あるいは壮年の男性で、その名の通りバイキングの子孫だという。戦闘意欲旺盛で荒々しい性格。小柄な体格ながら怪力の持ち主である。劇中ではシュバルツと決勝リーグで戦い、敗れている。最終局面ではガンダム連合の一員としてデビルガンダムコロニーとの戦いに参加。

## カ行

### カウラー・ラムゼス
Kaure Ramses
設定上存在する人物で劇中には登場しない。第13回ガンダムファイトのネオエジプト代表ガンダムファイターで、ファラオガンダムXIII世に搭乗する。

### カミラ
Camilla
ネオイタリアのマフィアで、ミケロの子分の一人。名前は設定画およびコミックボンボン版より。ニット帽を被り、イヤリングと腕に髑髏の刺青をした男性。レテと共にドモンに襲い掛かるも、足払いで体勢を崩された後に殴られ、池に吹っ飛ばされる。

### ガラ・ガーラ
Gala Garla
声 - 菅原淳一
第13回ガンダムファイトのネオマレーシア代表ガンダムファイターで、スカルガンダムに搭乗する。小柄な体格だが腕は非常に長い。ラセツと即席タッグを組んで、ドモン・アレンビー組に挑んだ。一時は「『ごめんなさい』と言わせてやる!」とラセツと共に凄んだが、ウォンの罠を打ち破ったドモンとそれに応えたアレンビーの起こした巨大な気迫に完全に怯まされた揚句、自分達が「ごめんなさい」と言わされる羽目になり、逃走しようとしたところにダブルゴッドフィンガーを受けて敗れた。最終局面ではガンダム連合の一員としてデビルガンダムコロニーとの戦いに参加している。
なお、漫画ではコミックボンボン版、『超級!機動武闘伝Gガンダム』とも上記タッグマッチがミケロ・チャップマン組との対戦に変更されたため、登場していない。

### カラト
Karato
声 - 青森伸
ネオジャパンのガンダムファイト委員長。当初はドモンらの行動にいちいち苦言を呈したり、彼への深層心理テストにて独断でデビルガンダム（実際は偽装したファントマ）と戦わせたりと狭量かつ横柄な態度が目立っており、当のドモンからも強く反発されていた。それゆえ高圧的な権力者として見られがちだが、実は人命の安全を第一に優先する主義でもあり、終盤のコロニーデビルガンダム始動時には市民の避難を最優先しようとした。最終決戦ではゴルビーIIに乗り込み、ガンダム連合の支援を行った。ドモンの優勝後はネオジャパンの首相に就任予定。ドモン曰く「いい首相になるかもしれない」とのこと。

### カルメラ
Calmera
声 - 松本大
プロボクシングの地球チャンピオン。コロニーチャンピオンのチボデーと対戦する予定だったが、試合直前に控室でドモンの襲撃を受け倒された。

### カルロス・アンダルシア
Carlos Andalucía
声 - 堀之紀
第13回ガンダムファイトのネオスペイン代表ガンダムファイターで、マタドールガンダムに搭乗する。ドモンの実力を認めており、彼に敗れたマーキロットやシジーマが負け惜しみの恨み言を言っていた時は「奴を恨むのは筋違いだ」と諫めていた。卑劣な工作を嫌う正義漢でもあり、ドモンを逆恨みするミケロ達の提案を拒絶した。ミケロらの陰謀を伝えるべくドモンを呼び出そうとするも、ドモンとアレンビーが来た直後に宿舎を爆破される闇討ちに遭い、命は助かるも決勝大会を辞退せざるを得なくなる。後に回復し、最終局面ではガンダム連合の一員としてデビルガンダムコロニーとの戦いに参加している。

### カンちゃん
漫画作品『復讐のJガンダム』に登場したメスのカンガルー。ネオドードーの科学者ジョナサン博士によって、人間並みの知能を与えられた。人語を解するだけでなくたどたどしくも喋ることができるが、知能そのものあまり高くないと思われ、ジョナサン博士の亡き娘に生き写しのレインを、娘本人と勘違いして研究所に拉致した一幕も。しかしそれがきっかけとなって事件の真相が露呈した。
過去に博士を殺害して彼の島を入手、リゾート地にしたモッチー・オオガネに復讐せんと、博士の残したモビルファイタージャンピングガンダム（Jガンダム）に搭乗、リゾート地を破壊した。その調査に訪れたドモンとは生身とMFで都合二回交戦、「ボクシングの腕はチボデーと同レベルかそれ以上」と言わしめた。
必殺技はお腹の子カンガルーが「見えない腕」となって相手の死角から一撃を放つ「インビジブルアッパー」で、Jガンダムにもこれを再現できる機構（子カンガルー用のミニMFおよびファイティングスーツ）が備わっている。事件解決後は動物達に開放された島で、ドモンのボクシングの相手をしていた。

### キャス・ロナリー
Cath Ronary
声 - 荒木香恵
チボデーのサポートクルー「チボデー・ギャルズ」の一人でサブリーダー格。医療担当。黒髪と褐色肌が特徴。17歳。

### キラー・マーフィー
漫画作品『暗黒のデス・ファイト』に登場した、ガンダムファイターの海賊。ドン・マーフィーの息子。「カイオウガンダム」に搭乗する。

### キラル・メキレル
Kyral Mekirel
声 - 麦人
第11回および第13回ガンダムファイトのネオネパール代表ガンダムファイターで、第11回ではタントラガンダム、第13回ではマンダラガンダムに搭乗。
かつては歴とした凄腕のファイターだったが、第11回大会時に慢心から生じたミスが原因で失明したことで追放され、目の光と共にファイターの栄光も失ったこととから暗殺者に身を落とした。その後、暗殺の腕を買われてガンダムファイターに復帰。決勝リーグ戦では対戦相手を暗殺して二度にわたる不戦勝で勝ち上がっていた。暗殺は政府からの指示だが、彼自身も光を奪ったガンダムファイトを憎悪しており、復帰したのもガンダムファイターに対する半ば逆恨みの復讐が目的である。
居合を得意とする。手にする錫杖は仕込み刀であり、これはマンダラガンダムの装備にも反映されている。また、自動車と同等以上のスピードで看板を渡りながら走る、走行中のバスを一刀両断する、水面に浮かぶ葉の上につま先で立って沈まないどころか跳躍するなど、驚くべき身体能力や集中力を持っている。盲目であるため暗所による苦もなく、錫杖の遊環の音を頼りに相手の動きを察知できる。通常時はゴーグルを着けている。
ドモンの暗殺をしくじったことで彼をリングに上げる結果となり、ファイトでの打倒を目論むも暗殺の失敗から手の内を晒してしまい劣勢に立たされ、正面からの斬り合いの末に敗北。その際、既に見えない目でドモンを支える仲間達の姿を目の当たりにして改心。決勝大会を辞退して暗殺者も廃業し、今までに殺した人々を供養する旅に出る。その姿にチボデーは「自分の犯した罪が償っても償いきれるものじゃないってことは奴自身が一番よく知ってる」と表した。
終盤のデビルガンダムコロニー始動時にはアレンビーと共にガンダム連合を率いて駆けつけ、コロニーデビルガンダムの地球侵攻阻止に尽力した。

### キル・ハーン
Kill Harn
設定上存在する人物で劇中には登場しない。第13回ガンダムファイトのネオモンゴル代表ガンダムファイターで、テムジンガンダムに搭乗する。チボデーとニューヨークでファイトを行ったが、運悪く当時のチボデーがDG細胞に侵された恐怖で冷静さを失っていたために、完膚なきまでに叩きのめされてしまう羽目になった。

### キング・オブ・ハート
本作において、キング・オブ・ハートの称号を持つ人物は少なくとも4人存在する。また、称号そのものについてはシャッフル同盟を参照。
- 初代キング・オブ・ハート
- マイロン・K・ハート
- 東方不敗マスター・アジア
- ドモン・カッシュ

### クイーン・ザ・スペード
声 - 松尾銀三
旧シャッフル同盟の一人で、シャッフル・スペード（クイーン・ザ・スペード）に搭乗する。
本名はマックス・バーンズ。ネオアメリカ出身で、第7回ガンダムファイトのネオアメリカ代表。実家は兄と弟と妹の4兄弟らしい。当時の機体は彼の兄が開発したガンダムフリーダム。

### クラブ・エース
声 - 有本欽隆
旧シャッフル同盟の一人で、シャッフル・クラブ（クラブ・エース）に搭乗する。
本名はアラン・リー。本来はネオチャイナの黄河周辺の出身である僧で、第7回ガンダムファイトのネオチャイナ代表だった。旧シャッフル同盟の中でもかなりの実力者であり、シュウジともよく行動を共にしていた。当時の機体はコウガガンダム。

### 恵雲
けいうん
声 - 亀井三郎
瑞山と共にサイ・サイシーのサポートクルー兼お目付け役として活動する少林寺の拳法僧。サイシーの親代わりでもあり、彼の未熟さを常に窘めている。恰幅が良い。瑞山と声を揃える事が多く、泣くときは瑞山と互いに手を合わせ「よよよよよ…」と泣く（これらは応援団として来た少林寺の他の僧も同様）。コロニーデビルガンダムとの決戦時には瑞山と共にゴルビーII右舷の砲撃を担当。砲撃時には勝手に「恵雲レーザー」なる名前を絶叫していた。

### ケディ・グラマン
Keddy Grumman
声 - 河合義雄
ネオアメリカ国防総省の一員で、ダグラスの部下。マーフィーを駆って、ネオアメリカの優勝に邪魔なドモンを倒そうとしたが、返り討ちに遭った。

### ゴンザレス
González
声 - 徳丸完
ネオメキシコのガンダムファイト委員長。ガンダムファイトに参加せず逃亡していたチコをチボデーと共に追っていた。しかしドモンとの戦いで死亡した（本当はドモンの計らいで逃げ延びた）チコを見て「彼は国のために名誉のあるファイトをした」と彼を称えていた。

### コンタ・ン・ドゥール
Conta N'Doul
声 - 島香裕→中村大樹
第13回ガンダムファイトのネオケニア代表ガンダムファイターで、ガンダムゼブラに搭乗する。ファイティングスーツもシマウマをモデルにしたもの。ガンダム連合の一員としてデビルガンダムコロニーとの戦いにも参加している。

## サ行

### サイ・フェイロン
Sai Feilong
第4回ガンダムファイトのネオチャイナ代表ガンダムファイターで、フェイロンガンダムに搭乗する。第4回大会における優勝者で、サイ・サイシーの祖父。

### サイ・ロンパイ
Sai Longpai
声 - 野沢那智
サイ・サイシーの父。第4回ガンダムファイトの優勝者であるサイ・フェイロンの息子。本名はサイ・パイロンとする説もある。若くして病に倒れ死亡するが、その想いは息子によって引き継がれ、果たされることとなった。

### ジーナ・ロドリゲス
Gina Rodriguez
声 - 江森浩子
チコの妹。18歳。治療方法が確立していないコロニー型ウィルスを患っており、余命が一年と宣告されている。彼女の地球で暮らしたいという願いを叶えるためにチコはガンダムファイターとなった。自身のために殺人に手を染めるチコに心を痛め、ドモンを追手と勘違いして殺そうとした彼を止めた。レインの診察を受けるも兄の重荷となる事を拒んで失踪し、ドモンやチコらに発見された際には自分を置いて逃げるように言う。それがチコを再びガンダムに乗せる一押しとなった。最終的にドモンの計らいでチコが公式上は事故死した扱いとなったため、逃亡生活で怯えることなく残る余命を兄と過ごせるようになった。
漫画『超級!機動武闘伝Gガンダム』ではチコの処遇と共に大幅に改変されており、その病気は医学の進歩により、ネオジャパンで治療を受ければ治るものだったことになっている。

### ジェントル・チャップマン
Gentle Chapman
声 - 中田和宏
第9-13回ガンダムファイトのネオイングランド代表ガンダムファイターで、かつてはブリテンガンダム、第13回大会ではジョンブルガンダムに搭乗。正確無比の射撃が持ち味だが、格闘も一流のファイターである。
第9・10・11回ガンダムファイトの3連覇を成し遂げた、ネオイングランドの英雄。彼の連覇はガンダムファイトの在り方に一石を投じることとなり、一時は射撃武器重視の傾向も見られるなど、各コロニーに軍拡の風潮をもたらした。そのため第12回大会は4年延期となり、自身も第12回大会には欠場。その第12回大会でマスター・アジアによってガンダムファイトが制されたことにより、格闘技重視の方向へ回帰した。しかし射撃重視の戦いながらもチャップマンの実力と誇り高さは本物であり、ジョルジュからも目標とされていた。
第13回大会時は病に蝕まれており、発作的に呼吸困難に陥ったり、薬効の切れとともに視界が三重になり朦朧とするような症状が出ている。しかし染み付いた戦士の生き方を捨てることはできず、精神強化剤を用いて戦い続け、本大会が終わった後は火星に移住して療養することを考えていた。ドモンとのファイトでは妻マノンの影の力添えもあって追い詰めるが、多量に服用した薬の副作用もあって戦闘不能になる。苦しみ悶えるその姿に動揺するドモンへ「戦士の戦う目的」を説き、敗れる運命を選択する。時代の流れを感じつつ、マノンに看取られながら静かに息を引き取った。
その後、ウォンの陰謀により、DG細胞の力で復活。デビルガンダム軍団の一員となり、四天王用のグランドガンダムが擬態したジョンブルガンダムで決勝大会に出場した。素手でレンガの壁を破壊する怪力を見せたり、指先から電流を流しての暗殺も行う。戦闘時以外は一切喋らなくなり、口を開いても唸り声を上げる程度と、かつての気高さや知的さは完全に失われ、英雄の面影は欠片もないほどの豹変を遂げる。
ランタオ島におけるバトルロイヤルでは、ジョルジュとチボデーのタッグと激戦を繰り広げた末に、ギガンティック・マグナムに込めたローゼス・ビットの一撃をコクピットに受けて死亡した。

### ジャック・イン・ダイヤ
声 - 稲葉実
旧シャッフル同盟の一人で、シャッフルダイヤ（ジャック・イン・ダイヤ）に搭乗する。
本名はナシウス・キルヒャ。ネオフランスの貴族で第7回ガンダムファイトのネオフランス代表で「音速の貴公子」とも呼ばれていた。当時の機体はエッフェルガンダム。

### ジャネット・スミス
Janet Smith
声 - 関根章恵
チボデーのサポートクルー「チボデー・ギャルズ」の一人。メカニック担当。セミロングヘアが特徴。17歳。

### シャリー・レーン
Shirley Lane
声 - 松熊明子
チボデーのサポートクルー「チボデー・ギャルズ」の一人でリーダー格。メカニック担当。外跳ねの髪が特徴。17歳。

### ジャン＝ピエール・ミラボー
Jean-Pierre Mirabeau
声 - 小杉十郎太
第13回ガンダムファイトのネオフランス国内予選で敗退したガンダムファイターで、ミラージュガンダムに搭乗する。30歳。
ジョルジュ・ド・サンドとの国内決勝戦で戦うが、観客席を背にし続けてガンダムローズの攻撃を封じるという卑劣な戦法を使い、見かねたネオフランス元首の采配により失格とされる。直後、観客席へミサイルを撃ち込んで多くの犠牲者を出す事件を起こした。これは「マルセイユの悲劇」と呼ばれ、そのために国家反逆罪で懲役1000年の刑を受け投獄されていたが、脱獄してミラージュガンダムを盗み出す。地球に降り立った際にマスター・アジアと遭遇し、自らの意思でDG細胞に感染してジョルジュへの復讐を企てた。
DG細胞に感染したことで事件のトラウマに再び苦しめられるようになったジョルジュを襲うが、レイモンドを傷つけられたことで激怒したジョルジュに圧倒され、殺されかける。しかし一命をとりとめ、我を取り戻したジョルジュにシャッフルの紋章の力でDG細胞を除去された。

### シュウ・キタシロ
漫画作品『ザ・ネクスト・ジェネレーション』に登場した、第14回ガンダムファイトのネオジャパンメカニックパートナー。

### ショーン・ダグラス
Sean Douglass
声 - 広瀬正志
ネオアメリカ国防総省の将軍。マーフィーに搭乗する。手柄を立ててコロニーに上がる事しか眼中に無く、チボデーのことも軽んじている。ドモンを罠に嵌めて始末しようとするも、チボデーに邪魔されたため逆上。彼を倒そうとしたが「ネオアメリカの恥さらし」呼ばわりされて反撃を受け、呆気なく散った。

### 初代キング・オブ・ハート
声 - 石森達幸（ゲーム『SDガンダム GGENERATION-F』他）
約5000年前にシャッフル同盟を結成した人物の一人。
最終話でドモンとレインが石破ラブラブ天驚拳を放った際に出てきた人物は彼である。
彼の存在は本来作品中で設定されていたわけではなく、『SDガンダム GGENERATION-F』で設定された物である。

### ジョナサン博士
漫画作品『復讐のJガンダム』に登場する、ネオドードーの科学者。ガンダムを作るロボット工学のみならずカンガルーに人間の知能を持たせるバイオ科学にも精通した天才科学者。だが、大の人間嫌いで動物にしか心を開かず、孤島の研究所にて娘（レインに瓜二つ）や動物達と一緒に暮らしていた。物語開始時点で娘は既に亡くなっており、博士自身も社長ガンダムを駆ったモッチー・オオガネに殺害される。モッチーの商売のやり方を非難し、彼の部下になることを拒んだためらしい。死の直前に自ら開発したJ（ジャンピング）ガンダムとカンちゃんに復讐を託す。

### ジョン・ブローニング
漫画作品『硝煙の果て』に登場する、ネオベルギーのガンダムファイター。銃火器がモチーフのブローニングガンダムを使用する。一度ガンダムファイトで頭部を破壊され失格となったのだが、その原因が機体のオートマチック拳銃のジャム（作動不良）だったため、「ノーミス・ノートラブル。一流の銃器を作る」銃器職人の仲間達の誇りをも地に落としたとして、地元では村八分にされていた。彼が負けたその日に家が火事となるも（失火か放火かは不明）地元民は誰も助けに来ず、妹が焼死する。それらの無念を晴らさんと、機体を自力で修理し、通りかかったファイターを襲撃して自分とファイトをさせようとしていた。
たまたま同地を訪れたドモンと対戦するために、パートナーのレインをライフルで狙撃するも、ホログラムでかわされ失敗。その後地元の長老らしき人物から事情を聞き、彼の頼みを聞いたドモンと念願のファイトとなる。射撃戦に特化した機体（さらに修理後は機動力を強化）で善戦、以前負けた試合と同様、モビルファイターの拳銃で止めを刺そうとするも、弾を受け止められ失敗。負けを悟ってシャイニングフィンガーをわざと受け、頭部に仕込んであった爆薬で自決、死亡した。「勝ち負けのいずれにせよ死ぬつもりだったんだ」とはドモンの言。
名前の由来は銃器設計者のジョン・ブローニングと銃器メーカーのFNブローニング。

### 瑞山
ずいせん
声 - 石森達幸
恵雲と共にサイ・サイシーのサポートクルー兼お目付け役として活動する少林寺の拳法僧。恵雲と対照的に細身。最終決戦時には恵雲と共にゴルビーII右舷の砲撃を担当。勝手に「瑞山ビーム」なる名前を叫んでいた。

### スギハラ
Sugihara
小説版に登場するネオジャパンの少尉。第13回ガンダムファイトのネオジャパン代表候補とされていたが、ドモンに取って代わられてしまう。小説版ではレインのかつての恋人でもあった。
恨みや怒りといった暗黒の精神エネルギーを固まりとして放つ「気炮暗黒通」を得意技とする。

### スキレイ・ジリノフス
Skirei Zhirinovs
設定上存在する人物で劇中には登場しない。第8回ガンダムファイトのネオロシア代表ガンダムファイターで、コサックガンダムに搭乗する。
第8回ガンダムファイトにおいて優勝を果たし、ネオロシアに覇権をもたらした。詳細は不明。

### ストーカー
Stalker
声 - 秋元羊介
本作の語り部の役割を担っているが、作品世界上での位置づけは不明の人物。一人称は「私」。オールバックの髪型で赤いスーツにピンクのシャツ、口ヒゲ、右目に眼帯（ファッションらしい）という姿。主に前回までのあらすじ紹介や次回予告を担当する。あらすじでは静かに語るが途端にテンションが高くなり、上着と眼帯を外し小指を立ててマイクを握ると「それでは！　ガンダムファイト、レディー、ゴー!」と叫ぶ。第1話では画面に登場せず、EDのキャストロールでは「ナレーター」と表記された。次回予告は「皆さんお待ちかね！」という決まり文句から始める。
漫画『超級!機動武闘伝Gガンダム』単行本加筆分では、毎回妙なテンションで話すがあらすじ紹介などは一切せず、やりたいようにやる謎の人物となっている。

### セイット・ギュゼル
Saette Gyuzelle
声 - 柴本浩行
第13回ガンダムファイトのネオトルコ代表ガンダムファイターで、ミナレットガンダムに搭乗する。レインとは学生時代の同級生で、恋人のような間柄だった。コロニー大学在籍時は機械工学を専攻し、レスリング部の主将を務めた。その知識とレスリングの才能を買われガンダムファイターとなる。トルコ国旗のシンボルである三日月をあしらったファイティングスーツを着ている。
レインが大学を去った雨の日、ガンダムファイターとなってエリートコースに進むか、大学に残ってレインと結ばれるかを彼女に会って決断しようとしていたが、丁度発生したデビルガンダム事件の所為でレインは即座にネオジャパンに戻らなければならなくなり、待ち合わせ場所には行けなかった。それを嫌われたと解釈し、ガンダムファイターとなって戦いと破壊に明け暮れていた。
レインとの再会時には病気を患っているように思われたが、実はガンダムファイトの日々の中でデビルガンダムと遭遇し、DG細胞に感染させられていた。以来、時折意識を失うようになり、自身が知らぬ間に故郷の街を破壊している事実を知った恐ろしさのあまりガンダムを隠して逃げ回っていたがやがて気を失い、偶然再会したレインに助けられた。自身を追ってきた軍隊からレインとドモンを逃がすためにミナレットガンダムに乗り込んで囮となるも、DG細胞に侵食されて暴走。その圧倒的パワーでドモンを追い詰めるが、レインの身を挺した訴えに微かに正気を取り戻し、その隙にドモンに倒される。しかし病院へ搬送されたことで事なきを得たようで、レインはセイットを他の医師に任せて自身は彼への想いを振り切り、ドモンのクルーへと戻る。
漫画『超級!機動武闘伝Gガンダム』では意識のないままレインを誘拐し、コクピットに同乗させるが、機体の爆発寸前にレインをドモンに返し、機体と共に爆死する。

### セシル・ホルガー
Cecil Holgar
声 - 白鳥由里
ハンスの妹。気丈な性格の美少女で、料理屋の店主に言い掛かりをつけるごろつき達に注意し、絡まれていたところをサイ・サイシーに助けられる。サイシーから一目惚れされ、自身も満更でもない様子。その後は「チン・チクリン」と名乗った彼を兄の対戦相手と知らず（サイシーも彼女がハンスの妹と知らず）共に料理屋を手伝っていたが、互いに真実を知ると、負い目から逃げ出したサイシーに平手打ちをして兄と全力で戦うように懇願する。マーメイドガンダムがドラゴンガンダムに敗れた後は兄と共に帰国し、去り際にサイシーの左頬へキス（頬へのキスは親愛、厚意、満足感を表す）をしている。最終回にも写真で登場しており、ドモンに別れの挨拶をせず彼女の写真にキスをしているサイシーに恵雲、瑞山が怒り、そんな彼に写真内のセシルは肩をすくめて苦笑いしていた。
漫画『超級!機動武闘伝Gガンダム』ではデビルガンダムとの最終決戦にてマーメイドガンダムプロトタイプに搭乗し、ハンスの操縦するマーメイドガンダムと共に向かう。またモブ扱いではあるものの、原作には無かった彼女のファイティングスーツ姿が披露されている。

### セルゲイ
Sergei
アルゴの海賊時代の仲間の一人。

### ソフィア
Sophia
声 - 金丸日向子
ネオイタリア・ネオローマに住む、ガンダムファイトで親を失った戦災孤児の一人。アニメ第1話に登場。ミケロ達により人質に取られるが、ドモンに助けられた。

### ゾンビ兵
声 - 劇団ムーンライト
デスアーミーのパイロットとして利用するため、デビルガンダムにDG細胞を感染させられた人間たちの成れの果て。脳まで細胞に浸食されたため自我を消失し、ゾンビや骸骨のごときおぞましい外観に変貌してしまう。こうなると救助の手だては無きに等しい。
ネオ新宿エリアの地下に、捕らえた人間をゾンビ兵化するプラントが存在していた。ここでチボデー・ギャルズ、恵雲、瑞山、レイモンド、ナスターシャも危うくゾンビ兵に改造させかけたが、レインに助けられた。
知性は低く（ただしデスアーミーからドモンに東京タワーに来るよう要求する場面がある）、兵士としての技量は並程度だが、デスアーミー自体が物量作戦で押してくるため侮れない脅威となる。

## タ行

### 伊達直子
漫画作品『ガンダムマスクの挑戦』に登場する、CWP（コロニー・ウーマン・プロレスリング）所属の元女子プロレスラーで、リングネームは“伊達Z（ゼータ）直子”。リングネーム、コスチューム、必殺技、全て『機動戦士Ζガンダム』のΖガンダムがモチーフ。
長い黒髪が特徴の、人気と実力を兼ね備えた新人レスラーで、ドモンもマスター・アジアも彼女の大ファンだったそうだが、半年ほど前に突然失踪、行方不明になっていた。その後謎のMFによる連続マスク狩り事件の調査に訪れたドモンとばったり遭遇。ヨーロッパの某国の橋の上で、数人のモヒカン男のチカン集団に、必殺技の「ウェイブライダーアタック」を食らわせていた。その後自己紹介でドモンの名を聞き、「キング・オブ・ハートを持つ男と同じ名前なんだね」と驚きつつもわざとボケてみせるお茶目な一面も。
直後ドモンに「君は伊達Z直子だろ？」と尋ねられて一旦は否定するものの、試しにバックを取ったドモンに「三回転カンガルーキック、必殺メガバスタードライバー、止めのウェイブライダープレス、最後は炎のマイクアピール（いつも持ち歩いているらしい）」と、リング上のクセを全て露呈してバレてしまう。本人曰くプロレスラーを辞めたそうだが、ドモンに今でもトレーニングを続けていることや、仲間の試合を観に来ていたであろうことを指摘され「君の瞳は魂をリングに置き忘れた瞳だ」とまで言われてしまう。
しかし、ドモンがガンダムファイターであることを知るや態度を豹変させ、ガンダムマスクを召喚、ドモンのシャイニングと交戦する。彼女の着けていたメタルバンダナにはガンダムマスクこと“NAOKO”のコントロール装置と共に、「ガンダム」をキーワードとして「お前はガンダムになるのだ」と彼女を戦闘マシーンにする催眠プログラムが組み込まれていた。本人もそれを薄々知っていたそうだが、これまでネオドードーの代表決定戦や選考コンペで三度ならず四度までも敗れ、失意で重い病に倒れた父の無念を思うと外す気になれなかった。そして、ガンダムマスクのファイターとして各地でMFを襲っていたのである。プロレスラーになったのも、元々は父のガンダムのファイターになるためであった。
シャイニングガンダムとの戦闘では悪役レスラーさながらの凶器ラフファイトを展開し、シャイニングを圧倒、中のドモンにまで流血を強いる。しかし、本来彼女は「正々堂々、勝っても負けてもさわやかな風を残す」クリーンファイトが身上のレスラーであり、「いかなる手を使っても勝つ」ガンダムマスクの機体特性とは相反するものである。ドモン曰くそれこそが正式採用されなかった真の理由であり、「社長ガンダムのほうがはるかにまし」とのこと。
結局スーパーモードのシャイニングフィンガーで「本当のガンダムの輝き」を見せ付けられて倒されるが、頭部は破壊されなかった。その後は心を入れ替え、「父親のための意に沿わぬファイト」ではない、本物のファイターになるためにCWPに戻り、次回大会でのドモンとの再戦を誓う。

### 伊達博士
漫画作品『ガンダムマスクの挑戦』に登場する、伊達直子の実父。ネオドードーのモビルファイター開発スタッフで、毎回高性能の機体を作るのに、なぜか必ず代表決定戦で負けてしまうため、“無冠の天才”と呼ばれていた。
娘と同じくクリーンファイトが身上の人物で、過去の第10、11、12回大会にはバルカンとビームサーベルのみ装備した機体を出品していた。しかし、恐らくはラフファイトを得意とするであろう相手のガンダムにことごとく敗北。「勝つためには手段を選ばない…いや、手段を選ばないものが勝つ！」と悟った彼は、第13回大会に際し、自らの研究所“ガンダムの穴”で、全身に108の凶器を持つ美しい殺人機・コードネーム“NAOKO”を作り上げた。しかしNAOKOは戦いもせずに書類審査で落とされ、そのショックで博士は自暴自棄になり、重い病気にかかってしまう。病床で直子にNAOKOコントロール用のメタルバンダナを託し、「他のガンダムをけちらせ…お前はガンダムになるのだ！！」と自らの無念を晴らすよう頼んだ。

### ダハール・ムハマンド
Dahal Muhammad
声 - 笹岡繁蔵
第3・4回ガンダムファイトのネオエジプト代表ガンダムファイターで、第3回大会ではファラオガンダムIII世、第4回大会ではファラオガンダムIV世に搭乗する。優れた支配階級のみがガンダムファイターとなれる、ネオエジプトの王族出身。ファラオの目が特徴の白色のファイティングスーツを着ている。
第3回ガンダムファイトの優勝者でもあり、第4回大会にも参加している。しかしサイ・フェイロンの搭乗するフェイロンガンダムとのファイト中、ファラオガンダムが頭部を切り落とされた際にコックピットまで誘爆してしまい、その爆発に巻き込まれ死亡した。死後はエジプトのピラミッド内に包帯を巻かれた姿でファラオガンダムIV世と共に埋葬されていたが、デビルガンダムのDG細胞に寄生されたことで再び目覚める。
復活後は第13回ガンダムファイトに参戦したネオエジプトのファイターやスタッフ達を、ファラオガンダムXIII世と共に抹殺。かつて自分を倒したサイ・フェイロンとフェイロンガンダムとの再戦を求め、彼の孫であるサイ・サイシーとドラゴンガンダムを執拗に狙う。
2度にわたってドラゴンガンダムに敗れるもその度にDG細胞の力で自己再生し、最後はスーパーモードを発動させたシャイニングガンダムのシャイニングフィンガーソードに敗れ、その亡骸はドモンによって砂漠の風となった。

### チェルシー・ワレサ
Chelsea Walesa
設定上存在する人物で劇中には登場しない。第13回ガンダムファイトのネオポーランド代表ガンダムファイターで、ガンダムマグナートに搭乗する。ジョルジュとファイトを行ったが、運悪く当時のジョルジュがDG細胞に侵された恐怖で冷静さを失っていたために、完膚なきまでに叩きのめされてしまう羽目になった。

### チコ・ロドリゲス
Chico Rodriguez
声 - 大滝進矢（少年時代・高乃麗）
第13回ガンダムファイトのネオメキシコ代表ガンダムファイターで、テキーラガンダムに搭乗する。22歳。余命わずかな妹のために地球へ降りる目的でガンダムファイターになった彼は、ファイターでありながらガンダムファイトを避け続ける。毒矢の使い手でありネオメキシコの追っ手やドモンに対して使用していた。劇中ではネオメキシコの追っ手を口封じのために殺めてきたことを匂わせている。そればかりか、自身とのファイトを望むチボデーすら手に掛けようとしており、ジーナのためなら手段を選ばなくなっている。
しかし、失踪したジーナを探している際にネオメキシコの委員らに囲まれてしまい、自分を置いて逃げるように言うジーナの姿やドモンの言葉で覚悟を決め、ドモンにガンダムファイトを申し入れる。この時、ドモンの機転により委員らに事故死したと思わせて逃亡生活に終止符を打ち、ジーナの余命を共に過ごすために小舟で旅立った。その後、ガンダム連合の一人としてドモン達の危機に駆けつける。
漫画『超級!機動武闘伝Gガンダム』において彼のエピソードは大幅に改変されており、チボテー戦での善戦と海を愛する心に免じてネオメキシコ政府から罪を問われないこととなった。

### チャン
Chang
声 - 鈴木富子
ホイの友人である少年で、ガキ大将的存在。ガンダムファイターに憧れており、ガンダムに乗る事を夢とする。ドモンがシジーマに暗殺されかけると彼を「弱い」と軽視するようになり、ホイに無理矢理協力させて無断でゴッドガンダムに乗り込むが、訓練を受けていない子供故にファイティングスーツの着用に耐えられず、ドモンに救助されるもその際に彼に怪我を負わせてしまう。折しもドモンはシジーマに狙われていたために、ドモンにはチャンやホイのこれらの行動はシジーマの指示でやったと誤解される。しかしファイトの最中、通信でホイと共にドモンに謝罪したことで誤解が解けて和解し、ドモンからも友達と呼ばれた。

### チャンドラ・シジーマ
Chandra Shijiema
声 - 二又一成
第13回ガンダムファイトのネオインド代表ガンダムファイターで、コブラガンダムに搭乗する。いわゆるオネエ言葉で話す。ドモンを襲撃し、暗殺しようとするなど卑劣な性格で、ウォンとも通じていた模様。ドモンに敗れた後、彼に恨みを持ったところをミケロに付け込まれ、彼のシャッフル同盟暗殺に手を貸した。暗殺の際はサイ・サイシーを狙う。決勝バトルロイヤルにも参加したが、DG細胞に感染したゼウスガンダムによって倒される。

### ドクターカオス
Dr.Chaos
『機動武闘外伝ガンダムファイト7th』に登場する人物。ガンダムやコロニーのシステムを停止させるアブドメンビームを開発し、20人以上のガンダムファイターを従えて世界の覇権を握り、戦争の世を再来させようとしていた。だが、旧シャッフル同盟とウォルフ・ハインリッヒの6人によって部下を全滅させられ、自らもシュウジの石破天驚拳によって倒された。

### ドン・マーフィー
漫画作品『暗黒のデス・ファイト』に登場。「闇のガンダムファイト」を主催した宇宙海賊のボス。

## ナ行

### ナスターシャ・ザビコフ
Nastasha Zabigov
声 - 横尾まり
生年月日：未来世紀34年12月14日 年齢：25歳 身長：168cm 体重:不明 血液型：A型
ネオロシアの軍人で、ガンダムファイト指揮官。冷徹な性格で当初は自国のファイターで監視対象でもあるアルゴとも折り合いが悪く、高圧的な態度もあってか幾度となく命令に背かれている。しかし指揮官としての技量は本物であり、ギアナ高地でのマスター・アジア率いるデスアーミー軍団との戦いでは、自国だけ逃げるように進言したスタッフに「ネオロシアに恥をかかせる気か」と叱責し、的確な指揮とファイター達の連携で切り抜けた。その後、アルゴのファイトを見守るうちに少しずつ温厚な面を見せ始め（アルゴを食事に誘ったことがあり、その時はチャイナドレス姿を披露している）、彼らに理解を示すと共に逆に政府や軍上層部に反感を抱くようになっていった。コロニーデビルガンダムとの決戦時には、ゴルビーIIの指揮を執り、デビルガンダムと戦った他、独断でアルゴと彼の仲間達を釈放（同時にアルゴに着けられていた爆弾と手錠も解除した）。ゴルビーIIの運用を任せた。そして自分でも知らないうちにアルゴを愛するようになっており、ファイト終了後は海賊としてアルゴらと共に逃亡したらしい。

### ネオエジプト首相
声 - 千葉一伸
本名不明。デビルガンダムコロニーとの最終決戦において、ネオエジプトコロニーのスフィンクス内に秘匿されていたスフィンクスガンダムを起動させた。声のみで画面には登場しない。

### ネオチャイナ総師
声 - 広瀬正志
ネオチャイナの国家元首。本名不明。サイ・サイシーに少林寺の再興を認めた。本作では「総帥-そうすい」ではなく「総師-そうし」と呼ぶのが正しい。

### ネオフランス元首
声 - 藤城裕士
本名不明。マリアルイゼの父。ジョルジュを高く評価しつつも、精神的な弱さも見抜いている。ガンダムローズを勝手に持ち出したジョルジュとドモンの私闘では、当初はジョルジュの立場を守るためもあって強引にでも止めようとしたが、マリアルイゼから止められ、ジョルジュの戦いを見ると自身が彼に望んでいた気迫と闘志を露わにする姿を見て、戦いの後はジョルジュを不問にした。
ジョルジュとミラボーの決勝戦において、卑劣な手段を使ったミラボーを失格とする形でジョルジュをガンダムファイターに選抜する判断を下したが、この事が結果として「マルセイユの悲劇」を引き起こす形となり、ジョルジュのトラウマの遠因になった。

### ネオネパール高官
声 - 中博史
本名不明。暗殺者に身を落としたキラルの腕を買い、再びガンダムファイターに雇った。その目的は対戦相手のファイターを暗殺させて不戦勝で勝ち進むことであり、相手をリングに上げる事すら失態扱いするなど正当なファイトをさせる気はない。キラルが破れると口封じの為にマンダラガンダムを自爆させようとしたが、シュバルツに「今までの暗殺の件をキラルに全部白状させる」と脅され、諦めた。

### ノーマ・グラハム
Norma Graham
声 - 紗ゆり
アンドリュー・グラハムの妻。かつてアンドリューが宇宙刑事をしていた時代、ステーションで共に働いていたが、アルゴの海賊船がステーションに衝突した際に死亡してしまう。この際にアルゴがノーマの前に降りてきた事から、アンドリューはアルゴをノーマの仇として恨むようになっていた。しかし実際はアルゴの船がステーションを襲撃したのではなく彼らが連合警察に追いやられた結果の事故であり、アルゴが降りてきたのも巻き込んでしまった者を助けるためであって、ノーマの死は救出が間に合わなかった結果の悲劇だった。

## ハ行

### バードマン
Birdman
声 - 青野武
ネオロシアの収容所に捕らえられていた元ガンダムファイター。収監されたドモンと行動し、色々と助言をした恩からドモンに脱獄に誘われる。収容所脱出後はドモンとアルゴのファイトを見届け、去って行った。
元々はネオスコットランドのファイターであり、若い頃チャップマンとマノンを取り合って、紆余曲折の結果、4年に一度のガンダムファイトで勝った方がマノンを手に入れられるという取り決めがされていた。ところが第12回大会の時、当然出てくると思っていたチャップマンが出場していないのを知り、落胆していたところをネオロシアに捕まったという裏設定があり後半への登場も考えられていた。
漫画『超級!機動武闘伝Gガンダム』では、脱走したその足で他の囚人達と共に収容所周辺に放棄されていた己のガンダムに搭乗して大暴れし、死に花を咲かせた。と思われていたが最終決戦のガンダム連合に参加している。

### バニー・ヒギンズ
Bunny Higgins
声 - 山崎和佳奈
チボデーのサポートクルー「チボデー・ギャルズ」の一人でトラブルメーカー。通信担当。眼鏡が特徴。17歳。

### ハン
Hang
声 - 依田英助
ネオホンコンのジャンク船で、孫のミン、ホイと暮らしている老人。ファイト前にマーキロットに敗れて気を失っていたドモンを助け、マーキロットのパワーを前に萎縮していた彼に助言を送る。以後、ドモンを自身のジャンク船に下宿させ、決勝リーグ戦中にも度々ドモン達にアドバイスを与えた。

### ハンス・ホルガー
Hans Holgar
声 - 菊池正美
第13回ガンダムファイトのネオデンマーク代表ガンダムファイターで、マーメイドガンダムに搭乗する。セシルの兄。水泳が得意。
乗機が限界であると知っていてなお純粋にドラゴンガンダムとのファイトを望む熱さ、妹とサイ・サイシーの仲を応援する優しさ、自身の気の緩みによる敗けを素直に認める大人さを兼ね備えた好青年。
サイシーに敗れてマーメイドガンダムが壊れてしまった（ドラゴンガンダム戦の時点ですでに修理できないほどにガタが来ていた）ため帰国するが、コロニーデビルガンダム始動時にはマーメイドガンダムプロトタイプに搭乗し、ガンダム連合の一員としてデビルガンダムの地球侵攻阻止に尽力した。
一部の媒体において姓を「ボルガー」の表記にしている場合がある。

### ビットリオ・アルジェント
Vittorio Alciendo
設定上存在する人物で劇中には登場しない。第6回ガンダムファイトのネオイタリア代表ガンダムファイターで、ガンダムトーネードに搭乗する。
第6回ガンダムファイトにおいて優勝を果たし、ネオイタリアに覇権をもたらした。詳細は不明。

### フィアー・フィラデル
Phia Philadel
設定上存在する人物で劇中には登場しない。第2回ガンダムファイトのネオアメリカ代表ガンダムファイターで、ガンダムフリーダムに搭乗する。
第2回ガンダムファイトにおいて優勝を果たし、ネオアメリカに覇権をもたらした。詳細は不明。

### 風雲再起
ふううんさいき
マスター・アジアの愛馬。真っ白い毛並みが特徴。自身と同名のモビルホース（馬型のMF）に搭乗し、マスター・アジアが搭乗するマスターガンダムをサポートする。
マスター・アジアの死後はその弟子であるドモンの愛馬となり、ドモンの操縦するゴッドガンダムとともにレイン救出のために戦った。

### フェルナンド・ロワール
Fernando Loire
設定上存在する人物で劇中には登場しない。第5回ガンダムファイトのネオフランス代表ガンダムファイターで、バロンガンダムに搭乗する。
第5回ガンダムファイトにおいて優勝を果たし、ネオフランスに覇権をもたらした。詳細は不明。

### 飛龍
フェイロン（コミックボンボン版ではひりゅう）
声 - 稲葉実
ネオチャイナの盗賊「黒龍団」の頭領。地球に落下したドラゴンガンダムを使って悪事を働いていた。

### ブラック・ジョーカー
声 - 水谷優子
旧シャッフル同盟の一人で、シャッフル同盟唯一の女性。シャッフル・ジョーカー（ブラック・ジョーカー）に搭乗する。
本名はトリス・スルゲイレフ。元々はネオロシアの軍人で、無意識の内にカオス計画にも関わりかけていたが、シュウジとのファイトを通じて改心した過去がある。当時の機体はモスクガンダム。

### フランク・ガストロ
Frank Gastro
声 - 菅原正志
第13回ガンダムファイトのネオキューバ代表ガンダムファイターで、アラクノガンダムに搭乗する。巨体が武器。ガンダムローズとのファイト中、その能力を発揮する前に、乱入してきたシャイニングガンダムに倒され、失格となっている。その後、ガンダム連合の一員としてデビルガンダムコロニーとの戦いに参加している。

### ベイリング
Bering
アルゴの海賊時代の仲間の一人。

### ベルイマン
Belliman
声 - 子安武人
ネオスウェーデンの博士。アレンビーのサポートクルーで、医療を担当。バーサーカーシステムの開発者でもある。ホルベインと比べて良心的な性格で、アレンビーの身を常に案じており、バーサーカーシステムを使うことを後ろめたく思っていた。ドモンとアレンビーのファイトを目の当たりにし、もうバーサーカーシステムは必要無いと悟る。後にウォンに誘拐されてしまい、バーサーカーシステムを悪用されてしまう。大会終了後救出され、ネオスウェーデン基地よりホルベインと共にガンダムの打ち上げを行っていた。

### ベルチーノ
Beltino
声 - 飯塚昭三
ネオローマ市警の警部。65歳。アニメ第1話に登場。
ミケロ率いるマフィアの調査をしており、市民を守っている。ガンダムファイトはあくまでも各国コロニー間の代理戦争にすぎず、地球という土の上で生活する人々にとって脅威の対象でしかないという考えを持っていた。さらに幼い頃、一部の特権階級の人間達が自分達を見捨てて宇宙へ上がっていく光景を見た経験もあって、コロニーやガンダムファイト、そしてファイター達への憎しみや嫉妬心が人一倍強く、ファイターに対しては拷問紛いの尋問も辞さない等、横暴さを見せている。
孤児の少女であるソフィアが人質になっていることもお構いなしでミケロを狙撃しようとした結果、ソフィアの命を危険にさらしてしまうが、ドモンが駆けつけ間一髪の所でソフィアは助かる。しかし自分のやり方が間違いであるのを認めたくなかったプライドから、ネロスガンダムの攻撃の前に出るという無謀な行動に出てしまうが、ドモンのシャイニングガンダムが身を挺して庇い救われる。
ファイトで敗北したミケロの逮捕後は、ローマの街を守ってくれたドモンに対して感謝の意を表しピザを渡した。直後「また嫌な一年が始まった」と呟き、ガンダムファイト自体には依然否定的であった。

### ヘローダ・デュオニソス
Heroda Dionysus
設定上存在する人物で、劇中には登場しない。第1回ガンダムファイトのネオギリシャ代表ガンダムファイターで、バルカンガンダムに搭乗する。第1回ガンダムファイトにおいて優勝を果たし、ネオギリシャに覇権をもたらした。
MSパイロットとしては三流ながら、ネオギリシャの伝統格闘技「バルカン柔術」の達人であったため、圧倒的な強さでガンダムファイトを制した。それ以降ガンダムファイターは格闘技の達人から選ばれるようになった。

### ホイ
Hui
声 - 山田恭子
ネオホンコンのジャンク船で、祖父のハン、姉のミンと暮らしている少年。ドモンになついている。

### ホイットニー
Whitney
声 - 小杉十郎太
ネオイングランドのガンダムファイト委員会の一員。勝利のためなら手段を選ばず、チャップマンの続投を支持していたが、それ故に正当なファイトによる国家の誇りを重んじるウィリアムと対立。チャップマンに彼を殺害させた。ウォンと組んで暗躍していたようであり、ジョルジュとチャップマンのファイトではミケロと共に裏工作を行っていた。

### ボビー
Bobby
声 - 高乃麗
ニューヨークの酒場で働く黒人少年。

### ホルベイン
Holbein
声 - 中村大樹
アレンビーのサポーターの一人で、ネオスウェーデンのガンダムファイト委員長。本職は軍人で、階級は少将。自国の勝利のためならバーサーカーシステムの起動も厭わない。ベルイマンと異なり、アレンビーとドモンのファイトの後もバーサーカーシステムが主力だという考えを変えず、その都度アレンビーに反発されていた。後にウォンによってバーサーカーシステムが悪用された際にはドモンの元を訪れ、アレンビーとベルイマンが攫われたことを告げた。終盤ではガンダム連合を支援している。

### ボロー
Bolo
声 - 水原リン
ネオローマに住む、ガンダムファイトで親を失った戦災孤児の一人。アニメ第1話に登場。

## マ行

### マイロン・K・ハート
Myron K Heart
設定上存在する人物。コロニー格闘技初代王者で未来世紀紀元前後のキング・オブ・ハート。歴史上初めて表舞台に登場したシャッフル同盟の一員で、E.C.デューサーに協力し、ガンダムファイトを実現させた。

### マーキロット・クロノス
Marcelot Chornos
声 - 笹岡繁蔵
第13回ガンダムファイトのネオギリシャ代表ガンダムファイターで、ゼウスガンダムに搭乗する。身長4メートルの巨漢。一時はシャッフル同盟に勧誘されたこともあったという。
街中で出会ったドモンを倒すなど圧倒的な強さを誇ったが、ガンダムファイトではドモンの新必殺技・爆熱ゴッドフィンガーの前に敗北。その後ドモンを逆恨みし、そこをミケロに付け込まれ、シジーマやロマリオと共にシャッフル同盟暗殺を謀る。その後はランタオ島におけるバトルロイヤルに出場し、ゴッドガンダムに再び敗れるも、直後にDG細胞に感染。ドモンに襲い掛かるが、ゴッドフィンガーをコックピットに受けて爆死したかに見えたが、本編終了後の12年後を描いた外伝小説『三峡新傳』にて生存していた事が判明した。

### マノン・チャップマン
Manon Chapman
声 - 佐々木るん
ジェントル・チャップマンの妻。40歳。夫の意思を汲み、カッシングを遠隔操縦して彼を密かにサポートしていた。チャップマンはそのことに気付いていたが、敢えて黙っていた。ドモンとの戦いで燃え尽きたチャップマンの最期を看取り、ドモンとレインに自分達のこの姿が彼らの未来の姿となる可能性を忠告する。チャップマンがDG細胞で豹変しつつ復活したのに対し、彼女自身は決勝大会には登場しないが、これはチャップマンの変貌の理由を明確に描きたくなかった（出せば必然的にそのあたりを語らせなければならない）ためだと監督の今川はLDのインタビューで答えている。

### マリアルイゼ
Maria Louise
声 - 冬馬由美
生年月日：F.C46年1月2日 年齢：13歳 身長：150cm 体重:不明 血液型：B型
ネオフランス元首の娘。ジョルジュにお熱をあげており、彼の気を引くためにドモンを利用して自ら誘拐されるなど、かなりお転婆でトラブルメーカーなお嬢様。暇さえあれば、一般市民の格好をして御忍びで出かける。気丈な一面もあり、ランタオ島の決戦にてジョルジュ達が危機に陥った際には、危険を承知でコーナーポストの爆破担当に名乗り出て成功させた。コロニーデビルガンダムとの決戦時にはゴルビーII左舷の砲撃をレイモンドと共に担当し、激戦を戦い抜いた。

### マルコ
Marco
声 - 松井摩味（現・摩味）
ネオローマに住む、ガンダムファイトで親を失った戦災孤児の一人。アニメ第1話に登場。

### ミカムラ博士
Mikamura
声 - 清川元夢
レインの父でネオジャパンの科学者。本名は不明。ライゾウ・カッシュとは科学者仲間にして友人であり、カッシュ家とも家族ぐるみの付き合い。ドモンからは「ミカムラのおじさん」とも呼ばれていた。
シャイニングガンダムやゴッドガンダムを開発したことからも、科学者として十分に優秀な能力を持っているが、三大理論を生み出すほどの才能を持つライゾウに常に一歩及ばず、シャイニングガンダムのスーパーモードが怒りのエネルギーでしか発動しないという欠点を指摘されたことをきっかけに彼への劣等感を爆発させる。そしてウルベに唆されるままにアルティメットガンダム奪取に加担した。
シュバルツの暗殺に赴いた際にレインにデビルガンダム事件の真相を知られてしまう。半ば言い訳のように思いの丈を告白するも娘に糾弾されたことで自分の犯した罪を自覚して深く後悔し、デビルガンダム事件の真相を公にすることを決意する。娘と共にウルベから逃げようするが銃撃されて負傷、レインをデビルガンダムの生体ユニットにされてしまう。重傷の身を押してコロニー通信でドモンに助けを求め、デビルガンダムコロニーへの侵入口を作るためにライゾウのカプセルを射出。ドモンに謝罪すると共にレイン救出を託した。作業を終えた直後に絶命し、遺体はカプセルと共に宇宙空間に放り出された。
当初の予定では作中最高の悪役となる予定だったが、彼を演じる清川の演技によって方向性が変更された。
漫画『超級!機動武闘伝Gガンダム』では、シュバルツことキョウジから「乗り手を選ばず、誰でも使えて誰でも高性能を発揮するライジングガンダムこそ、真の理想のロボット。それを作り出したあなたこそ真の天才であり、父はあなたの才能に嫉妬していた」という予想外の言葉を受け、罪悪感と当惑と歓喜の入り混じった複雑な表情を見せた。

### ミキノ・カッシュ
Mikino Kasshu
声 - さとうあい
キョウジ・ドモン兄弟の母で、ライゾウの妻。ウルベによる襲撃時に、キョウジをかばってウルベの部下の凶弾に倒れる。デビルガンダム（ウルベ）との戦いの際、苦悩するドモンの前に幻影として現れ、マスター・アジアやキョウジらと共にドモンを励ましている。

### ミケロ・チャリオット
Michelo Chariot
声 - 津久井教生
第13回ガンダムファイトのネオイタリア代表ガンダムファイターで、ネロスガンダムに搭乗する。後にデビルガンダム四天王の一角となり、ガンダムヘブンズソードにも搭乗した。
アニメ第1話でマフィアの親玉として登場。ドモンが対戦した最初の相手であり、また第13回大会最初のファイトでもあった。蹴り技が得意で「銀色の脚」という必殺技を持つ。シャイニングフィンガーによって頭部を破壊されて失格となり、その際、徐々に破壊されていく恐怖によって白髪化。さらには失格となったことでこれまでファイターであったために免除されてきた罪状が復活し、警察に逮捕される。
しかし後に特例によって決勝大会に進出し、アニメ第25話で再登場を果たす。同時にDG細胞を植え付けられており、必殺技を「虹色の脚」に改良・強化するなど以前よりパワーアップしている。元々残忍で狡猾な性格であったため、DG細胞を植えつけられた後でも大半のキャラクターに見られるような人格の凶暴化はなかった。ウォンの手先として、チャップマンと共に決勝大会の裏で暗殺や裏工作に暗躍していた。ランタオ島での決戦時は「ハイパー銀色の脚スペシャル」なる新技も繰り出すが、サイ・サイシーとアルゴの決死の攻撃によって爆死したかに見えたが、本編終了後の12年後を描いた外伝小説『三峡新傳』にて生存していた事が判明した。

### ミハエル
Mihail
アルゴの海賊時代の仲間の一人。

### ミン
Ming
声 - 柳沢三千代
ネオホンコンのジャンク船で、祖父のハン、弟のホイと暮らしている、明るくおませな少女。

### メジナ
Medina
声 - 太田真一郎
ベルチーノの相棒であるネオローマ市警の若い刑事。アニメ第1話に登場。

### モッチー・オオガネ
漫画作品『復讐のJガンダム』に登場した、第13回ガンダムファイトのネオドードー代表ガンダムファイター。名前は「大金持ち」のもじり。自らのキャラクターを模したような「社長ガンダム」に搭乗する。格闘術の心得はないらしく、機体に備わったビーム砲の大火力に頼った戦法を取る。
もともとはリゾート建設企業「アミーゴスカンパニー」の社長で、国家の代表でもあるガンダムファイターの資格を、よりにもよって金（ワイロ）の力で手に入れたのみならず、その地位を利用してファイトそっちのけで商売していたため、その悪評がドモンの耳にも届いていた。『ガンダムマスクの挑戦』の伊達直子は、実父・伊達博士のモビルファイター「NAOKO」が書類審査で落選したのは、彼がワイロで根回ししたためと思っていたほど。
あるとき自社のリゾートビーチ「ドードータウン」を謎のモビルファイター・J（ジャンピング）ガンダムに破壊され、その調査をドモンに依頼してきた。初登場時は「地球の自然をコロニーの住人達に見せてあげたいのです」と善人であるかのような態度を見せ、期待していたリゾート地がボロボロだったことをレインに責められていた。
だが、そのリゾート島は人間嫌いの天才科学者ジョナサン博士が所有していたものであり、オオガネは自分の部下になることを拒んだ博士を殺害してリゾート島を自分のものにした。さらに復讐に現れたカンちゃんのJガンダムも呼び寄せたドモンに相手をさせて共倒れを狙うなど卑劣極まりない男であり、事の真実が露呈するとシャイニング&ジャンピングを社長ガンダムで攻撃、「ガンダムファイトなぞ犬畜生にやらせておけばいい、私は金の力で世界を支配するのだ」とうそぶくも、激怒したドモンに倒された。事件解決後リゾート島は放棄され、カンちゃんをはじめとするジョナサン博士の動物たちに解放されたようだ。

## ヤ行

### ユウゴ・カガミ
漫画作品『ザ・ネクスト・ジェネレーション』『暗黒のデス・ファイト』に登場した、第14回ガンダムファイトのネオジャパン代表ガンダムファイター。ドモンの一番弟子であり、「ハイパーゴッドガンダム」に搭乗する。

## ラ行

### ライゾウ・カッシュ
Raizo Kasshu
声 - 有本欽隆
ネオジャパンの科学者で、博士。キョウジ、ドモンの父で、ミキノの夫。キョウジと共にアルティメットガンダム（デビルガンダム）を開発した。しかし、ウルベの陰謀でデビルガンダム暴走の罪を着せられ、永久冷凍刑にされていた。最終盤にミカムラ博士の計らいによって解放された後は、ドモン達にデビルガンダムを倒すアドバイスを送った。

### ラセツ・ダガッツ
Russets Daggats
声 - 玄田哲章
第13回ガンダムファイトのネオシンガポール代表ガンダムファイターで、アシュラガンダムに搭乗する。ガラ・ガーラと即席タッグを組んで、ドモン・アレンビー組に挑んだが、ダブルゴッドフィンガーの前に敗北。最終局面ではガンダム連合の一員としてデビルガンダムコロニーとの戦いに参加している。
なお、漫画ではときた洸一版、『超級!機動武闘伝Gガンダム』とも上記タッグマッチがミケロ・チャップマン組との対戦に変更されたため、登場していない。

### リムスキー
Rimsky
アルゴの海賊時代の仲間の一人。

### ルドガー・バーホーベン
Rutger Verhoeven
声 - 岡和男
第13回ガンダムファイトのネオオランダ代表ガンダムファイターで、ネーデルガンダムに搭乗する。デビルコロニーガンダムの進撃に対しMk2-Mk40までのネーデルガンダム部隊を指揮してガンダム連合に参加。本名はポール・バーホーベンとする書籍もある。台詞はあるものの画面に姿は登場しない。

### ルミコ
Rumiko
ときた洸一の漫画版に登場するオリジナルキャラクター。ウォンの部下であり、ネオジャパンの軍人を装ってアレンビーを誘い出し、バーサーカーシステムを携えたウォンの許に連れてきた。なお、新装版（海外版）では名称不明の男性に差し替えられている。

### レイモンド・ビショップ
Raymond Bishop
声 - 岡和男
生年月日：未来世紀5年1月14日 年齢：54歳 身長：178cm 体重:65Kg 血液型：A型
サンド家に45年間仕えてきた執事で、ジョルジュのメカニックやマネージメントなどを行うサポートクルー。
ジョルジュのおしめを替えたこともあり、剣術の指南も行っていたという。バトラーベンスンマムに搭乗し、ミサイルをMSの手で受け止めるなど、多才な人物。ジョルジュに一時解雇された際は、やけ酒ならぬ「やけコーヒー」を呷っていた。コロニーデビルガンダムとの決戦時にはマリアルイゼと共にゴルビーII左舷の砲撃を担当し、デビルガンダムと戦った。

### レテ
Lethe
ネオイタリアのマフィアで、ミケロの子分の一人。一部資料では「レペ」とも表記。名前は設定画およびコミックボンボン版より。小柄で、紫色の髪型が特徴の男性。設定画では猫背気味に描かれている。カミラと共にドモンを襲撃するも、足払いで体勢を崩された後に殴られ、池に吹っ飛ばされる。

### ロマリオ・モニーニ
Romario Monini
声 - 龍田直樹
第13回ガンダムファイトのネオポルトガル代表ガンダムファイターで、ジェスターガンダムに搭乗する。相手の技をコピーする戦法を得意としており、ドモンのゴッドフィンガーすら簡単に真似てみせた。ピエロでもあり、機体もそれをあしらったデザインである。チボデーと対戦した際、彼のピエロに対するトラウマを利用し圧倒するが、トラウマを克服したチボデーに逆転され、敗北した。その後はドモンにも敗れ（劇中では描かれていない）、彼に恨みを持ち、それをミケロに付け込まれシャッフル同盟暗殺を行う。暗殺の際はチボデーを狙った。決勝バトルロイヤルにも参加したが、DG細胞に感染したゼウスガンダムに撃破される。なお、白塗りにメイクをした顔は仮面であり、チボデーとの試合で顔面にパンチを食らわされた際に仮面が割れるが、その下の素顔の描写は無かった。

## 『天地天愕』の登場人物
ダーク・シャッフル
ウェブ小説『機動武闘伝Gガンダム外伝 天地天愕』に登場。第13回大会決勝直前に、ドモンたち新生シャッフル同盟の前に立ちふさがる5人のガンダムファイターたち。いずれもが過去のシャッフル同盟のメンバーであり、その大半がチャップマンなどと同じくDG細胞で復活した死人である。その目的は、戦いを通じて当代のシャッフルにその資格があるかを問うためで、メンバー全員の代替わりが終了した時点で介入するのが通例であるが、ドモンたちの場合は4人のシャッフルが一度に代替わりするという異例の事態が起こったため、決勝大会開幕までを介入を控えていた。
独狐求敗（どっこきゅうはい）
ダーク・シャッフルのリーダーである「ダーク・ハート」にして、ドモンの二代前のキング・オブ・ハート。若き日のマスター・アジアの姉弟子であり、一度も勝ったことがなかったと言わしめたほどの手練れ。師匠の掌門からキング・オブ・ハートの称号を継承したのち、師に代わってガンダムファイト視察の旅に出ていたが、マスターガンダムに似た白いMF「ガンダム・マスター独狐」を駆ってドモンと対立する。
初代
生前にネオアメリカ代表を務めていた「ガンダムゴングジョー」のパイロットで、ダーク・シャッフル加入後は「ダーク・スペード」を名乗る。生涯で一度のパンチも受けたことがなかったとされる地下ボクシングの初代チャンピオンで、歴代地下チャンピオンをその身に降臨させて放つ必殺技「歴代パンチ」を使ってチボデーのマックスターを追い詰める。
JD
生前にネオフランス代表を務めていた「ガンダムフォローミー」のパイロットで、鏡面仕上げの鎧で全身を覆った女性騎士。ダーク・シャッフル加入後は「ダーク・ダイヤ」を名乗る。「フォロー・ミー！」の掛け声とともに戦端を開く騎士道的な戦法を好み、コロニー開発時代混迷期にネオフランス空域へ侵略侵攻してきた敵勢力に単独で勝利した伝説をもつ。鏡面装甲から出現させた無数のガンダム兵士による特攻戦術によって、ジョルジュのローズを圧倒する。
創始
生前にネオチャイナ代表を務めていた「ガンダムリアルカンフー」のパイロットで、黒い胴着を纏った武術の達人。ダーク・シャッフル加入後は「ダーク・クラブ」を名乗る。はるか過去に武術そのものを作り上げたとされ、その技は数多の弟子たちによってさまざまな形に分派して受け継がれている。現代のネオチャイナ代表でクラブ・オン・エースであるサイシーに対して、シャッフルと武術家双方の資質を問うべく戦いを挑む。
ドミトリィ・オブローモフ
生前にネオロシア代表を務めていた「ガンダムマトリョーシュカ」のパイロットで、世界初のコロニー移住を果たした人類の先駆者。ダーク・シャッフル加入後は「ダーク・ジョーカー」を名乗る。乗機の驚異的な再生力を生かして自爆攻撃を繰り返す戦法を駆使し、アルゴのボルトガンダムを追い詰める。

## 『三峡新傳』の登場人物
アニメ本編での「デビルガンダム事件」から12年後を描いたウェブ小説『三峡新傳～東方の珠～』に登場するキャラクターたち。テレビ本編の人物たちの過去の動向については、各自の項目を参照。声優の欄はスペシャルボイスドラマ『機動武闘伝Gガンダム外伝 The East is Burning Red 三侠新傳 ～東方の珠たま～』の出演者。
マスター・ジュニア
声 - 渡部優衣
『三峡新傳』の主人公。東方不敗マスター・アジアの遺児で、ドモンに弟子入りした16歳の少年。生まれながらに驚異的な記憶力を有しており、一度通った道なら完璧に覚え、本来なら忘れているはずの幼少時の光景や会話などを鮮明に思い出すことができる。父とともに出身地であるギアナ高地で修業していたが、デビルガンダム事件（DG事変）の大罪人となった父の汚名から弟子を守ろうと考えたドモンの意向で、4歳からサイ・サイシーのいる少林寺に預けられていた。流派・東方不敗の奥義が記されているという至宝《東方の珠》を持ち去ったとしてドモンを憎むようになり、珠の奪還ならびに彼を「ブン殴る」という目的のために寺を飛び出した。閉鎖的な寺での生活で一般的な知識や常識に欠ける面があり、ドモンの捜索方法も「顔写真を見せて聞き込みをする」という師弟揃ってのアナログな手法に頼っていた。
エイチ・カッシュ
声 - 巽悠衣子
ドモンとレインの娘で、金にうるさい関西弁口調の少女。ジュニアと同年代ながら、初登場時はDGハンター組織の若頭を務めていた。組織内では関西弁を封印して普通に会話している。護身武器を兼ねた巨大ソロバンを携えており、さらに玉部分には爆薬まで仕込まれている。名の「エイチ」は漢字の「叡智」を意味し、これに絡めて自身の知性を誇る傾向がある。東方の珠の捜索に集中するあまりに自身や母のレインを放置しがちな父のドモンを「アホ親父」「ヌケ作」などと散々罵倒するほど嫌っており、彼に対する悪口を書き綴ったノートも3冊分に達している。手下に命じてドモン捜索中のジュニアを拉致し、DGダストを賭けた金網デスマッチに無理やり参加させる。
ドモン・カッシュ
テレビ本編の主人公。本作では、流派・東方不敗《東方の珠》をウォン・ユンファが主催する脱法ガンダムファイトの優勝景品である《東方の珠》を得るために、過去の宿敵であるはずのウォン・ユンファのボディーガードをしており、愛機のゴッドガンダム弐（セカンド）で参加していた。
レイン・カッシュ
旧名は「レイン・ミカムラ」。ドモンの妻で、エイチの母親。本作では、世界中に散らばったDG細胞の残渣（DGダスト）から人類を守るために設立された「CDGC」（Centers for Devil-Gundam Control、デビルガンダム管理局）の研究責任者に就任し、地下に埋没しているダストを捜索するための「DG探知機」を開発している。ミケロへの人体実験には反対の立場の意思を示していたが、夫のドモンがミケロを連れて逃亡したことに責任を感じてCDGCを辞職し、これがエイチのドモンに対する憎悪を拡大させる一因となる。
ミケロ・チャリオット
テレビ本編の第13回ガンダムファイトにおける、ネオイタリア代表ガンダムファイター。ランタオ島での戦いで死亡したとされていたが、体内に残存したDG細胞の後遺症に苦しめられながらも生存していた。細胞感染者という理由でどこの刑務所からも受け入れを拒否され、仕方なく留置場にとどまっていたところ、ドモンの厚意で感染者の適切な隔離・管理施設があるCDGCのコロニー研究所への入所を薦められた。しかしそこでも、重感染者でありながら生存している珍しさに着目した研究所で実験動物同然の待遇を受けており、怒りながら自身の解放を訴えるドモンとベルチーノが起こした騒動に紛れて脱走させられた。こうした経緯から、ドモンに恩人としての深い感謝と信頼を寄せるようになり、彼の娘であるエイチや、同じく自身に戦う場を与えてくれたマスター・アジアの恩に報いるために、みずから囮となってDGハンターたちを足止めする。
マーキロット・クロノス
テレビ本編でネオギリシャ代表ガンダムファイターを務めていた巨漢。12年後ではエイチ率いるDGハンター組織の幹部を務めている。ドモンと東方の珠の捜索に有利だとして、組織の金網デスマッチ会場で暴れるジュニアに同盟をもちかけるが、そのジュニアから12年前の戦いで二度ドモンに負けた事実を指摘されたうえに、「また敗北するのを恐れて仲間を集めている」と嘲笑され、さらには「自身がジュニアに弟子入りする」という体で組むという相手上位での提案に怒り襲いかかる。
ウォン・ユンファ
アニメ本編でのネオホンコン首相で、デビルガンダムを利用しての世界征服を狙っていた黒幕のひとり。第13回ガンダムファイトで死亡したかに思われたが、生存後にギアナ特区の首相に就任している。12年前の事変でDG細胞に感染したが、同時にDGダストの感知能力という思わぬ副産物も得ており、ギアナ地下で発見した豊富なダストの採掘利権で莫大な富を築いている。さらに、現地に落としたガンダムファイト用コーナーポストが発するバリアで、自身を逮捕しようとする警察組織の進入を免れており、地下で発見した《東方の珠》を賞品とする脱法ガンダムファイトを運営している。